# Султановская мечеть
Султановская мечеть (тат. Солтан мәчете; Восьмая соборная, Усмановская, Красная) — каменная мечеть в Старо-Татарской слободе Казани, памятник татарской культовой архитектуры. Находится по адресу ул. Тукая, 14/4.

## Архитектура
Мечеть представляет собой однозальное антресольное помещение. К основному объему мечети с северной стороны примыкает круглый минарет на многогранном неправильной формы основании. Форма минарета сходна с минаретом Соборной мечети на Сенном базаре. С южной стороны выделяется немного выступающая пятигранная в плане михрабная ниша. Мечеть имеет невысокую четырехскатную вальмовую крышу с железной кровлей. Помещение освещается большими арочными окнами, между которыми тонки вертикальные тяги поддерживают зрительные полочки, на которые опираются архивольты. Здание завершается карнизом. Территория мечети имеет глухое кирпичное ограждение с простой широкой раскреповкой чередующихся столбов и прясел.
Мечеть построена в традициях татарско-булгарской средневековой архитектуры, с элементами национального варианта романского стиля.

## История мечети
Мечеть была построена в 1868 году на средства купца Джиганши Усманова.
В 1931 году мечеть была закрыта советскими властями. Постановлением Совета министров Татарской АССР № 601 от 23.01.1981 здание мечети было взято под государственную охрану как памятник архитектуры.
В 1990 году минарет был восстановлен, в 1994 году мечеть была возвращена верующим.

## Галерея
- Мечеть и улица Тукая
- Мечеть среди застройки северной части Старо-Татарской слободы